# Matouš Trmal
Matouš Trmal (Tasovice, 2 ottobre 1998) è un calciatore ceco, portiere del Mladá Boleslav.

## Carriera

### Club
Ha giocato nella prima divisione ceca ed in quella portoghese.

### Nazionale
Ha giocato nella nazionale ceca Under-21.

## Statistiche

### Presenze e reti nei club
Statistiche aggiornate al 10 luglio 2020.
| Stagione                 | Squadra                  | Campionato               | Campionato | Campionato | Coppe nazionali | Coppe nazionali | Coppe nazionali | Coppe europee | Coppe europee | Coppe europee | Altre coppe | Altre coppe | Altre coppe | Totale | Totale |
| Stagione                 | Squadra                  | Comp                     | Pres       | Reti       | Comp            | Pres            | Reti            | Comp          | Pres          | Reti          | Comp        | Pres        | Reti        | Pres   | Reti   |
| ------------------------ | ------------------------ | ------------------------ | ---------- | ---------- | --------------- | --------------- | --------------- | ------------- | ------------- | ------------- | ----------- | ----------- | ----------- | ------ | ------ |
| 2018-2019                | Slovácko                 | 1L                       | 23         | -21        | CRC             | 3               | -3              | -             | -             | -             | -           | -           | -           | 26     | -24    |
| 2019-2020                | Slovácko                 | 1L                       | 27         | -27        | CRC             | 2               | -1              | -             | -             | -             | -           | -           | -           | 29     | -28    |
| Totale Slovácko          | Totale Slovácko          | Totale Slovácko          | 50         | -48        |                 | 5               | -4              |               | -             | -             |             | -           | -           | 55     | -52    |
| 2020-2021                | Vitória Guimarães        | PL                       | 3          | -3         | CP+CdL          | 0+1             | 0+-1            | -             | -             | -             | -           | -           | -           | 4      | -4     |
| 2021-2022                | Vitória Guimarães        | PL                       | 9          | -10        | CP+CdL          | 0+2             | 0+-1            | -             | -             | -             | -           | -           | -           | 11     | -11    |
| Totale Vitória Guimarães | Totale Vitória Guimarães | Totale Vitória Guimarães | 12         | -13        |                 | 3               | -2              |               | -             | -             |             | -           | -           | 15     | -15    |
| 2022-2023                | Marítimo                 | PL                       | 6          | -5         | CP+CdL          | 1+1             | -4+-1           | -             | -             | -             | -           | -           | -           | 8      | -10    |
| Totale carriera          | Totale carriera          | Totale carriera          | 68         | -66        |                 | 10              | -11             |               | -             | -             |             | -           | -           | 78     | -77    |